# 부개동
부개동(富開洞)은 인천광역시 부평구에 속해 있는 법정동이다. 면적은 2.56km2, 인구는 82,870명(2008년)이며, 행정동으로는 부개1동, 부개2동, 부개3동이 있다.

## 유래 및 역사
부평부 동소정면 마분리(馬墳里) 지역으로, 말 무덤이 있어 말무덤 또는 마분이라고 하였다. 1914년에 부천군 부내면에 편입되었고, 1940년에 인천부에 편입되어 명치정(明治町)으로 개칭하였다. 1946년에 부개봉의 이름을 따서 부개동이라고 하였다. 1968년에 북구에 편입되었으며, 1995년에 북구가 부평구과 계양구로 분리됨에 따라 부평구에 편입되었다.

## 주요 기관

### 관공서
- 부개1동 주민센터
- 부개2동 주민센터
- 부개3동 주민센터
- 부평구시설관리공단

### 교육 기관
- 부개초등학교
- 부개서초등학교
- 동수초등학교
- 구산초등학교
- 부광초등학교
- 부일초등학교
- 부내초등학교
- 부평동중학교
- 부평여자중학교
- 부광중학교
- 구산중학교
- 부흥중학교
- 부개고등학교
- 부개여자고등학교
- 부흥고등학교
- 인천미래생활고등학교
- 부광여자고등학교

## 교통
- 광역철도 : 수도권 전철 1호선 부개역, 서울 지하철 7호선 굴포천역, 삼산체육관역
- 간선버스 : 12번, 14-1번, 23번, 67-1번, 79번, 87번, 760번, 760-1번
- 지선버스 : 558번, 559번, 561번, 526번, 565번, 579번
- 좌석버스 : 103-1번
- 광역버스 : 1200번, 9300번, 9800번
- 경기버스 : 88번, 96-1번

## 아파트
| 단지명                    | 건설사                           | 시행사                        | 주소                     | 입주        | 비고                        |
| ------------------------- | -------------------------------- | ----------------------------- | ------------------------ | ----------- | --------------------------- |
| 부개주공 3단지            | ㈜한양 ㈜서광 ㈜삼양건설         | 대한주택공사                  | 부평구 길주남로 144      | 1996년 8월  |                             |
| 부개주공 1단지            | ㈜풍창건설                       | 대한주택공사                  |                          | 1996년 9월  |                             |
| 부개주공 2단지            | ㈜풍창건설                       | 대한주택공사                  | 부평구 길주남로 143      | 1996년 9월  | 국민임대                    |
| 부개주공 6단지            | 태흥건설㈜ 대명종합건설㈜ ㈜기산 | 대한주택공사                  | 부평구 부개로 12         | 1997년 10월 |                             |
| 부개주공 5단지            | ㈜풍창건설 ㈜삼협건설 ㈜기산     | 대한주택공사                  | 부평구 부개로 11         | 1998년 6월  |                             |
| 부개주공 7단지            | 한보㈜                           | 대한주택공사                  | 부평구 동수천로 118      | 1998년 6월  |                             |
| 부개역 푸르지오           | 대우건설                         | KT                            | 부평구 부일로 69         | 2010년 2월  | 구 한국통신 부평송신소 부지 |
| e편한세상 부평역 어반루체 | 디엘건설㈜ ㈜대림                | 코리아신탁㈜ 부개지역주택조합 | 부평구 경인로1024번길 21 | 2022년 5월  |                             |
| 상우신명 보람             | ㈜신명주택건설 ㈜상우종합건설    | ㈜신명주택건설 ㈜상우종합건설 | 부평구 길주남로 175      | 1998년 7월  |                             |
| 푸른마을 삼부한신         | 한신공영 삼부토건                | 한신공영 삼부토건             | 부평구 부개로 58         | 1999년 6월  |                             |